# Aleksandr Bratchikov
Aleksandr Bratchikov (Unión Soviética, 21 de julio de 1947) fue un atleta soviético especializado en la prueba de 400 m, en la que consiguió ser campeón europeo en pista cubierta en 1970.

## Carrera deportiva
En el Campeonato Europeo de Atletismo de 1969 ganó la medalla de plata en los relevos de 4x400 metros, con un tiempo de 3:03.0 segundos, llegando a meta tras Francia (oro con 3:02.3 segundos que fue récord de los campeonatos) y por delante de Alemania del Oeste (bronce).
Al año siguiente, en el Campeonato Europeo de Atletismo en Pista Cubierta de 1970 ganó el oro en los 400 metros, con un tiempo de 46.8 segundos, por delante del polaco Andrzej Badeński y del también soviético Yuriy Zorin.
Y otro año después, en el Campeonato Europeo de Atletismo en Pista Cubierta de 1971 ganó el bronce en los 400 metros, con un tiempo de 47.6 segundos, tras el polaco Andrzej Badeński y el también soviético Boris Savchuk.